# 川村みどり
川村 みどり（かわむら みどり）は、日本の女性声優。主にアダルトゲームに声をあてている。

## 出演作品
太字は主役、メインキャラクター

### ゲーム

#### 2002年
- 独占看護（北条真尋）[1]

#### 2003年
- 淫内感染 終わらぬ宴のナースコール（杉村弘子）
- かなえてあげる ～冬がくれた贈り物～（アリア）[2]
- 沙耶の唄（沙耶）[3]
- 司書さんといっしょ☆（氷川撫子）[4]

#### 2004年
- 終の館 ～人形～（メリッサ）[5]
- ホームメイド -Homemaid-（虹咲あやめ[6]、メリッサ、イリス）

#### 2005年
- ホームメイド ～終の館～（虹咲あやめ）

#### 2007年
- ニトロ+ロワイヤル -ヒロインズデュエル-（沙耶）[7]

#### 2008年
- C.D.C.D.2 〜シーディーシーディー2〜（菖蒲）
- ホームメイド スイーツ（虹咲あやめ）[8]

#### 2015年
- ニトロプラス ブラスターズ -ヒロインズ インフィニット デュエル-（沙耶[9]）